# George Howard Earle

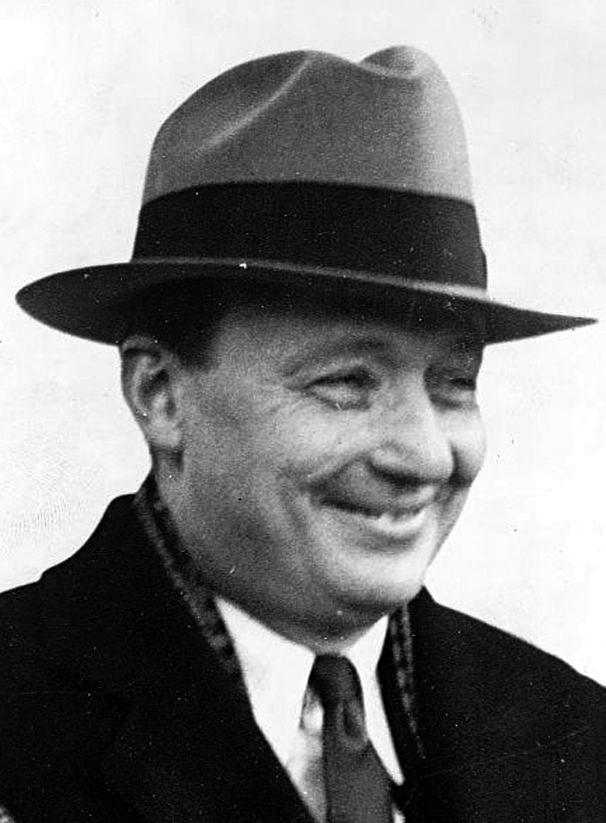
George Howard Earle (1937)

George Howard Earle (* 5. Dezember 1890 in Devon, Chester County, Pennsylvania; † 30. Dezember 1974 in Bryn Mawr, Pennsylvania) war ein US-amerikanischer Politiker und von 1935 bis 1939 der 32. Gouverneur des US-Bundesstaates Pennsylvania.

## Frühe Jahre und Aufstieg in Pennsylvania
Nach dem Besuch der Delancey School studierte George Earle zwischen 1909 und 1911 an der Harvard University. Später studierte er auch noch Jura. Noch vor dem Ersten Weltkrieg arbeitete er zusammen mit seinem Vater in der Zuckerindustrie. 1916 nahm Earle in einem Infanterieregiment aus Pennsylvania an der Pancho-Villa-Expedition an der Grenze zu Mexiko teil. Während des Ersten Weltkriegs war er in der US-Marine zur Bekämpfung der deutschen U-Boote eingesetzt, als Offizier auf einem U-Boot-Jäger wurde er mit dem Navy Cross ausgezeichnet.
Nach dem Krieg gründete er in Philadelphia eine Zuckerraffinerie namens Flamingo Sugar Mills. Er wurde auch Direktor und Vizepräsident der Pennsylvania Sugar Company. Bis 1932 war er auch noch im Bankgeschäft und in verschiedenen anderen Unternehmungen tätig. In diesem Jahr wurde er erstmals politisch aktiv, als er den Präsidentschaftswahlkampf von Franklin D. Roosevelt unterstützte. Nach seinem Wahlsieg revanchierte sich Roosevelt und ernannte Earle im Jahr 1933 zu seinem Gesandten in Österreich. Dort lernte er bereits den Nationalsozialismus kennen und war einer der ersten, die die amerikanische Regierung vor den Gefahren dieser Bewegung warnten. Nach nur einem, allerdings politisch turbulenten Jahr in Österreich trat Earle im Jahr 1934 von seinem Posten zurück, weil er von der Demokratischen Partei zum Kandidaten für die anstehende Gouverneurswahl nominiert wurde. Anschließend gewann er auch die eigentlichen Wahlen. Damit wurde er der erste demokratische Gouverneur von Pennsylvania seit Robert Emory Pattison, der bis 1895 amtiert hatte.

## Gouverneur von Pennsylvania
George Earle trat sein neues Amt am 15. Januar 1935 an. In seiner vierjährigen Amtszeit wurde in Pennsylvania erstmals eine Mineralöl- und Zigarettensteuer eingeführt. Ein anderes Gesetz erlaubte es der aufkommenden Filmindustrie, auch sonntags in den Kinos Filme zu zeigen. Das war bis dahin verboten gewesen. Damals wurde auch der Grundstein für eine organisierte Autobahnverwaltung gelegt. Die bis dahin existierenden privaten Polizeieinheiten im Bergbau und der Stahlindustrie wurden abgeschafft. In seiner Amtszeit wurden die ersten Bürgerrechtsgesetze auf den Weg gebracht.
In Earles Amtszeit wurden auch die Folgen der großen Wirtschaftskrise, die seit 1929 das Land heimsuchte, überwunden. Dies gelang auch mit Hilfe der Bundesregierung und der New-Deal-Politik von Präsident Roosevelt. In Pennsylvania hat aber die Regierung auch eigene Schritte, die sich an der Bundespolitik anlehnten, zur Überwindung der Krise unternommen. Damals entstanden die ersten Arbeitsämter in dem Land. Die Wochenarbeitszeit für Frauen wurde auf 44 Stunden begrenzt. Gegen Ende seiner Amtszeit geriet seine Partei in Pennsylvania wegen Korruptionsvorwürfen in die Schlagzeilen. Darin waren auch Teile der Parteiführung verwickelt. Obwohl Earle persönlich nicht in diese Vorgänge verwickelt war, schadete es auch seinem Ansehen. Er durfte zwar laut Verfassung im Jahr 1938 nicht zur Wiederwahl antreten, bewarb sich aber um einen Sitz im US-Senat. Aufgrund der negativen Schlagzeilen seiner Partei unterlag er bei diesen Wahlen, wie auch seine Partei im selben Jahr den Posten des Gouverneurs an den Republikaner Arthur Horace James verlor.

## Weiterer Lebensweg
Nach dem Ende seiner Amtszeit wurde George Earle 1940 zum US-Gesandten in der bulgarischen Hauptstadt Sofia ernannt, er bekam von Roosevelt den Sonderauftrag, den Eintritt Bulgariens in den Krieg auf Seiten der Deutschen zu verhindern. Im Jahr 1943 berief ihn Roosevelt zu seinem Sonderbeauftragten für den Balkan mit Sitz in Istanbul, offiziell war er Marine-Attaché. Zu ihm nahm in Istanbul der deutsche Abwehrchef Wilhelm Canaris Kontakt auf. In Zivilkleidung suchte Canaris Earle in dessen Hotel in Istanbul auf und unterrichtete ihn über Pläne des Widerstandes, Hitler auszuschalten. Er bot für den Fall der Entmachtung der NS-Elite einen Waffenstillstand im Westen an, doch sollte die Wehrmacht weiter gegen die Sowjetunion kämpfen. Doch musste Earle nach seinen gescheiterten Bemühungen, das Weiße Haus für diesen Plan zu gewinnen, Canaris mitteilen, dass Roosevelt nach wie vor an der Forderung nach "bedingungsloser Kapitulation" festhielt. Auch unterhielt Earle geheime Kontakte zum Botschafter des NS-Staates in Ankara, dem früheren Reichskanzler Franz von Papen. Den Männern des Sicherheitsdienstes (SD), der sich in Konkurrenz zur Abwehr sah, entgingen diese Kontakte, sie hatten allerdings eine „jüdische Kabaretttänzerin“ als angebliche Geliebte Earles im Blickfeld.
Bei seiner Tätigkeit in Istanbul bekam Earle von der polnischen Botschaft, die der Exilregierung in London unterstand, Materialien über das Massaker von Katyn. Über seine Kontakte nach Sofia erlangte er auch einen Bericht des bulgarischen Gerichtsmediziners Marko Markow, eines Mitglieds der Internationalen Ärztekommission, die im Frühjahr 1943 auf Einladung des Auswärtigen Amtes in Berlin die Massengräber von Katyn untersucht hatte. Earle kam in seinem an Roosevelt gesandten Bericht zum Schluss, dass die Täter auf sowjetischer Seite zu suchen seien. Im persönlichen Gespräch erklärte Roosevelt ihm aber 1944: "Das ist alles deutsche Propaganda und ein deutsches Komplott." (This is entirely German propaganda and a German plot.) Wiederholt warnte Earle den Präsidenten vor der Gefahr, dass Stalin Mitteleuropa seiner Herrschaft unterwerfen wolle, doch Roosevelt ignorierte die Warnungen.
Nach Ende des Zweiten Weltkrieges kündigte Earle an, er wolle seinen Bericht über Katyn selbst herausbringen. Doch verbot ihm dies Roosevelt schriftlich. Er ließ Earle in den Stab des Gouverneurs auf Amerikanisch-Samoa versetzen. 1952 sagte Earle über den Konflikt mit Roosevelt vor der vom Abgeordneten Ray J. Madden geleiteten Katyn-Kommission des US-Repräsentantenhauses (Madden-Kommission) aus. In Zeitungsartikeln warf Earle später Roosevelt vor, die Absichten Stalins völlig verkannt zu haben und somit Mitschuld an der Errichtung stalinistischer Regime in den von der Roten Armee besetzten Ländern Osteuropas zu tragen.
George Earle starb im Jahr 1974. Er war zweimal verheiratet und hatte insgesamt vier Kinder.